# الکساندروفکا (شهرستان چیشمینسکی، باشقیرستان)
الکساندروفکا (انگلیسی: Alexandrovka, Chishminsky District, Republic of Bashkortostan) یک شهرک در شهرستان چیشمینسکی در استان باشقیرستان کشور روسیه است.